# Antho lambei
Antho lambei är en svampdjursart som först beskrevs av Burton 1935.  Antho lambei ingår i släktet Antho och familjen Microcionidae. Inga underarter finns listade i Catalogue of Life.